# Jacques Ladègaillerie
Jacques Ladègaillerie (Sartrouville, 1940. január 10. –) olimpiai ezüstérmes francia párbajtőrvívó.

## Sportpályafutása
Jacques Ladègaillerie három olimpián vett részt. 1968-ban Mexikóvárosban egyéniben a kilencedik, csapattal pedig a hetedik helyen végzett. Az 1972-es müncheni olimpián egyéniben bejutott a döntőbe, és Fenyvesi Csaba mögött ezüstérmet szerzett. A csapatversenyben is bejutott a társaival a legjobb négy közé.A Svájc elleni elődöntős vereség után a francia csapat a Szovjetunió ellen is kikapott a bronzért vívott csatában, és negyedik lett. 1976-ban az első fordulóban kiesett egyéniben, a csapatversenyben kilencedik helyen végeztek.